# 汶上街道
汶上街道，是中华人民共和国山東省济宁市汶上县下辖的一个乡镇级行政单位。

## 行政区划
汶上街道下辖以下地区：
东门社区、西门社区、北门社区、东关社区、陈闸村、后周村、前周村、中周村、周村、马堂村、水坡涯村、北坡村、大刘庄村、八里桥村和路桥村。